# Джованарди, Карло
Карло Амедео Джованарди (итал. Carlo Amedeo Giovanardi; род. 15 января 1950, Модена) — итальянский политик, министр по связям с парламентом Италии (2001—2006).

## Биография
Родился 15 января 1950 года в Модене, получил высшее юридическое образование, работал адвокатом. Политическую деятельность начал в 1969 году в рядах Христианско-демократической партии, был избран в коммунальный совет Модены и в региональный совет Эмилии-Романьи, где возглавлял фракцию ХДП.
В период с 1992 по 2008 год являлся членом Палаты депутатов с 11-го по 15-й созыв.
В 1994 году, после развала ХДП, вступил в Христианско-демократический центр, который в 2002 году влился в Союз христианских демократов и центра.
Являлся министром без портфеля по связям с парламентом во втором правительстве Берлускони с 11 июня 2001 по 15 апреля 2005 года (в этот день из правительства вышли все представители Союза христианских демократов и центра) и с 23 апреля 2005 по 17 мая 2006 года — в третьем правительстве Берлускони. В четвёртом правительстве Берлускони  с 12 мая 2008 по 16 ноября 2011 года являлся младшим статс-секретарём аппарата правительства со сферой ответственности в области семьи, борьбы с наркотиками и гражданской службы.
В преддверии зимних Олимпийских игр 2006 года в Турине стал соавтором поправок к указу президента Италии № 309 за 1990 год, которые теперь известны как «закон Фини-Джованарди» (официальное наименование — закон № 46 от 2006 года). Эти поправки, в частности, приравнивали лёгкие наркотики к тяжёлым, и в 2014 году Конституционный суд Италии признал закон Фини-Джованарди неконституционным.
В 2008 году основал новую партию христианско-демократического направления — «Либеральные пополяры».
В 2008 году избран в Сенат Италии и до 2013 года состоял во фракции Народа свободы. В 2013 году переизбран, вновь вошёл во фракцию Народа свободы, после её распада в ноябре 2013 года перешёл в Новый правый центр, в декабре 2014 года фракция НПЦ объединилась с правоцентристами христианско-демократического направления и приняла наименование Area Popolare.
25 мая 2014 года принял участие в первом туре местных выборов в коммуне Модена, возглавив список НПЦ, который набрал только 3,96 % голосов и не получил ни одного места в коммунальном совете.
В декабре 2015 года перешёл из НПЦ в «Идентичность и действие» (IDEA), занявшись организационной работой для новой партии в Эмилии-Романье.

## Семья
Карло Джованарди женат на преподавательнице английской литературы Анне-Марии, у них есть трое детей. Брат-близнец, Даниэле Джованарди — директор отделения скорой помощи больницы Policlinico di Modena.